# WBCダイヤモンド王座
WBCダイヤモンド王座（ダブリュービーシー・ダイヤモンドおうざ、WBC Diamond Championship）は、世界ボクシング評議会（WBC）が2009年に創設した特別王座である。各階級で最も非凡な選手を評価する報酬として、ダイヤモンドなどの宝石と金を使用したベルトを贈呈する。

## 歴史
2009年8月に創設を発表。創設の際に行われた投票では、理事会の全員が賛成した。翌9月には、メキシコシティのCorona Auditoriumで行われた記者会見で、WBC会長が実際に贈呈されるベルトを披露した。
2011年12月13日に改正されたWBCルールは、ダイヤモンド王座について概ね以下のように規定している。
WBCは裁量により、各階級で1名のWBCダイヤモンド王者を指定することがある。 この王座は階級で最も非凡な精鋭ボクサーを評価するために報酬あるいはタイトルとして授与されることがある。特殊な状況では、ダイヤモンド王者はWBCが単独の裁量で課したり許可したりする時に防衛戦を行う義務にのみ従うことで、WBC理事会の賛成票によって、階級で最高の王者と指定されることがある。ダイヤモンド王者は選択防衛戦（指名試合としてではなく、相手を選んでの防衛戦）を許可されることがあるが、WBCから特別な認可を受けない限り、ダイヤモンド王座が挑戦者に移譲されることはない。 WBCはまた、WBCの世界王者に適用される防衛戦その他の義務を遵守するようにダイヤモンド王者に命ずることがある。
2019年現在、この王座の防衛戦を行ったのはセルヒオ・マルチネス、カラム・スミスとレジス・プログレイスの3名で、中でもマルチネスはHBOの干渉で名誉王座に認定された後にダイヤモンド王座を獲得し、2012年9月15日にフリオ・セサール・チャベス・ジュニアと対戦し勝利するまで正規王者との対戦が実現していないという経緯があった。スミスは2017年9月16日にWorld Boxing Super Series準々決勝で対戦したエリック・スコーグランドとの間で行われたWBCダイヤモンド王座決定戦を制し、2018年9月28日にはジョージ・グローブスとの対戦も制し、2019年11月23日にはジョン・ライダーとの対戦も制し、プログレイスは2018年7月14日にはWBC暫定王者のままWBCダイヤモンド王座決定戦を制し、2019年4月27日にはキリル・レリクとの対戦も制したものの、2019年10月26日にはジョシュ・テイラーとの対戦に敗れるといった他団体王者となったWBCダイヤモンド王者の防衛戦となっている。
その後テイラーが2021年5月22日、ラスベガスのヴァージン・シアターでWBC・WBO世界スーパーライト級統一王者のホセ・カルロス・ラミレスとの4団体王座統一戦でダイヤモンド王座と正規王座との対戦が実現した。
2017年のWorld Boxing Super Seriesの初回大会優勝者にダイヤモンドベルトを授与することを表明した。しかし、2018年には同じ大会である第二回World Boxing Super Seriesバンタム級1回戦のノニト・ドネアVSライアン・バーネットの勝者となったドネアに、第二回World Boxing Super Seriesクルーザー級第2シーズン準々決勝でのマイリス・ブリエディスVSノエル・ゲボールの勝者になったブリエディスにもダイヤモンドベルトを贈っており、異なった基準で設定されている。

## チャンピオンベルト
通常の世界王座のベルトをベースに、18カラットの金プレート、598個のダイヤモンド、196個のエメラルド、6個のルビー、150個のスワロフスキー・クリスタル・ガラスなどの宝石が埋め込まれている。また、王座を争った両名の選手の顔写真と、モハメド・アリ、ジョー・ルイスの計4名の顔写真が埋め込まれている。
生産コストは約50万ドル（約4500万円）と謳われているが、5万ドル相当とする報道もある。

## 王者
これまでWBCダイヤモンド王者として認定されたことのある主な選手。
- マニー・パッキャオ（ウェルター級）
- セルヒオ・マルチネス（ミドル級）
- バーナード・ホプキンス（ライトヘビー級）
- アナ・マリア・トーレス（女子バンタム級）
- フロイド・メイウェザー・ジュニア（スーパーウェルター級）
- ノニト・ドネア（バンタム級・スーパーバンタム級）
- アバ・ナイト（女子フライ級）
- ジャン・パスカル（ライトヘビー級）
- セルゲイ・コバレフ（ライトヘビー級）
- レオ・サンタ・クルス（フェザー級）
- サウル・アルバレス（ミドル級）
- ホルヘ・リナレス（ライト級）
- アマンダ・セラノ（女子スーパーバンタム級）
- ミゲル・アンヘル・ガルシア（スーパーライト級・ウェルター級[30]）
- カラム・スミス（スーパーミドル級、World Boxing Super Series優勝）
- レジス・プログレイス（スーパーライト級）
- ジェシカ・チャベス（女子フライ級）
- オレクサンドル・ウシク（クルーザー級、World Boxing Super Series優勝）
- ラジャ・アマシェ（女子スーパーフライ級）
- マイリス・ブリエディス（クルーザー級、World Boxing Super Series優勝）
- エロール・スペンス・ジュニア（ウェルター級）
- クラレッサ・シールズ（女子ミドル級）
- ジョシュ・テイラー（スーパーライト級、World Boxing Super Series優勝）
- アレクサンデル・ポベトキン（ヘビー級）
- ローマン・ゴンサレス（スーパーフライ級）
- エリクソン・ルビン（スーパーウェルター級）
- 井上尚弥（スーパーバンタム級）
- 吉成名高（WBCムエタイ・スーパーフライ級）[31]

## 関連記事
- 正規王座
- 暫定王座
- スーパー王座